# Марґарете Адлер
Марґарете Адлер (нім. Margarete Adler, 13 лютого 1896 — 10 квітня 1990) — австрійська плавчиня.
Призерка Олімпійських Ігор 1912 року, учасниця 1924 року.